# Plagiochasma cordatum
Plagiochasma cordatum là một loài rêu trong họ Aytoniaceae. Loài này được Lehm. & Lindenb. mô tả khoa học đầu tiên năm 1898.